# Trichotosia microbambusa
Trichotosia microbambusa är en orkidéart som beskrevs av Friedrich Fritz Wilhelm Ludwig Kraenzlin. Trichotosia microbambusa ingår i släktet Trichotosia och familjen orkidéer. Inga underarter finns listade i Catalogue of Life.